# Sphenomerus
Sphenomerus is een geslacht van kevers uit de familie  
kniptorren (Elateridae).
Het geslacht is voor het eerst wetenschappelijk beschreven in 1859 door Candèze.

## Soorten
Het geslacht omvat de volgende soorten:
- Sphenomerus antennalis Candèze, 1859
- Sphenomerus bakeri (Fleutiaux, 1914)
- Sphenomerus bonnottei Fleutiaux, 1928
- Sphenomerus brunneus Candèze, 1865
- Sphenomerus duporti Fleutiaux, 1928
- Sphenomerus melanesiensis Van Zwaluwenburg, 1936